# ディンゴール卿
ディンゴール卿（英: Lord Dingwall）はスコットランド貴族のロード・オブ・パーラメント。 
リチャード・プレストンが1609年に叙されたのに始まる。1871年以降は、イングランド貴族のルーカス男爵と継承者を一にする。   

## 歴史
スコットランド王ジェームズ6世の寵臣たる判事リチャード・プレストン(1566-1625)は、1609年にスコットランド貴族としてディンゴール卿(Lord Dingwall)に叙せられた。ついで、1619年にはアイルランド貴族爵位のデズモンド伯爵(Earl of Desmond)、カレン子爵(Viscount Cullen)及びダンモア男爵(Baron Dunmore)を授けられた。1625年に彼が亡くなると、すべてのアイルランド爵位はすべて廃絶となった。一方で女系継承が可能なディンゴール卿位は、初代伯の一人娘であるエリザベスに相続された。
2代女卿エリザベス（1615–1684）は第12代オーモンド伯爵(のち初代オーモンド公爵)と結婚したため、これ以降はバトラー家によって承継されることとなった。
彼女ののちは、長男ジェームズ(3代卿、1665–1745)が爵位を相続した。しかし、彼は1715年にジャコバイト蜂起参加のかどで私権剥奪されたため、ディンゴール卿を含めたすべての爵位が没収されてしまう。
その後、3代卿の子孫である第7代クーパー伯爵(1834-1905)は貴族院に対して爵位回復の請願を行って、1871年にディンゴール卿位とバトラー男爵位を回復した。
彼が男子なく没すると、甥にあたるオベロン・ハーバート(1876–1916)が相続した。
なお、第7代クーパー伯爵は母方からイングランド貴族爵位のルーカス男爵を相続していたことから、彼以降のディンゴール卿はルーカス男爵位を兼ねることとなった。(→以降の歴史はルーカス男爵を参照)  

## ディンゴール卿（1609年）
- 初代ディンゴール卿（初代デズモンド伯爵）リチャード・プレストン（英語版） （?-1628）
- 第2代ディンゴール女卿（オーモンド公爵夫人）エリザベス・プレストン（英語版） （1615–1684）
- 第3代ディンゴール卿（第2代オーモンド公爵）ジェームズ・バトラー （1665–1745）（1715年に私権剥奪、全爵位喪失）

### (デ・ジュリによる承継者一覧)
1871年の決定により、以下の者を通して爵位が承継されたものと考えられる。 
- エリザベス・バトラー夫人（?-1750）
- 初代アラン伯爵チャールズ・バトラー （1671-1758）
- フランシス・エリオット夫人（英語版） （?-1772）
- 第3代クーパー伯爵ジョージ・ナッソー・クレバリング＝クーパー（英語版）（1738-1789）
- 第4代クーパー伯爵ジョージ・オーガスタス・クレイヴァーリング＝クーパー（1776–1799）
- 第5代クーパー伯爵ピーター・レオポルド・ルイス・フランシス・ナッソー・クレイヴァーリング＝クーパー （1778–1837）
- 第6代クーパー伯爵ジョージ・オーガスタス・フレデリック・クーパー（英語版） （1806–1856）

### ディンゴール卿(1871-)
- 第4代ディンゴール卿（第7代クーパー伯爵）フランシス・トーマス・ド・グレイ・クーパー （1834-1905）（1871年ディンゴール卿位回復）

以降の承継者はクラッドウェルのルーカス男爵を参照 